# Фрэнсис, Дайан
Дайан Фрэнсис (Diane Marie Francis; род. 14 ноября 1946, Чикаго, Иллинойс) — американо-канадская журналистка и предприниматель, автор бестселлеров, специализируется на бизнесе и геополитике, white-collar crime, технологиях, редактор канадских National Post (с 1998) и в 1991—1998 годах — Financial Post, сотрудничает с American Interest.
Старший фелло-нерезидент[прояснить] Евразийского центра Атлантического совета, заслуженный приглашённый профессор Ted Rogers School of Management Университета Райерсона (с 2007 года) и его почётный доктор (2013), сотрудница Singularity University, член Abundance360.
Трижды удостаивалась National Journalism Award.

## Биография
Родилась и выросла в Скоки (Чикаго).
Вышла замуж спустя год после окончания школы и в 19 лет вместе с супругом перебралась в Торонто, что было связано с их неприятием Вьетнамской войны.
Там они начали своё дело, Francis Graphics, оказавшееся весьма успешным.
Она оставила бизнес, посвятив шесть лет воспитанию их двоих детей.
В 29 лет решила стать журналистом и прошла курс колледжа, после чего устроилась в небольшую ежедневную газету в Брамптоне, где проработала 15 месяцев и ушла во фриланс.
С 1991 по 1998 год редактор Financial Post (сменила John Godfrey), первая женщина-редактор канадской национальной ежедневной газеты.
Перед тем сотрудничала с «Торонто стар» (работала там с 1981) и Maclean's (с 1987); с Financial Post — с 1987 года, и со следующего года вошла в её совет директоров, состояла её редактором до её слияния с National Post.
В 2005 году фелло гарвардского Shorenstein Center on Media, Politics and Public Policy.
Пишет для Wall Street Journal, Washington Post, The Daily Beast, Politico, World Post, Miami Herald, New York Post, Huffington Post, The Guardian, Newsweek, PostMedia, Kyiv Post, а также работает для Al Jazeera America и CCTV-America, выступает по радио.
Её Twitter насчитывает более 680 тыс. подписчиков. Причисляется к консерваторам.
Член советов директоров Aurizon Mines Ltd. и CARE Canada; консультативного совета Hudson Institute’s Kleptocracy Initiative; старший советник Канадско-украинской торговой палаты (CUCC).
Входит в исполнительный комитет Canada-US Law Institute (CUSLI).
Участник Всемирного экономического форума в Давосе.
Она брала интервью у Маргарет Тэтчер, Кристин Лагард, М. С. Горбачёва, Рональда Рейгана и др.
Также известна своим пристальным вниманием к Украине.
В 1986 году вышла её первая книга «Controlling Interest: Who Owns Canada?» (MacMillan of Canada). С тех пор она написала ещё девять. Её книги посвящены политике, бизнесу и white-collar crime.
Имеет двойное американо-канадское гражданство и живёт и работает в Торонто и на Манхэттене в Нью-Йорке. Увлекается теннисом.

## Награды и отличия
- Western Ontario Newspaper Award for environmental writing (1976)
- National Newspaper Award for Business Writing (1982)
- National Journalism Award for energy writing (1984, 1985, 1987)
- Edward Dunlop Award of Excellence (1990)
- Женщина 1992 года, Chatelaine (magazine)[англ.]
- Журналист 1994 года, Конгресс украинцев Канады
- National Citizens Coalition[англ.] Freedom Award (1995)
- CUSLI Distinguished Lecture (2014)[30]
- Tryzub Award, Shevchenko Foundation (2019[31])[32]

Почётный доктор Saint Mary's University (Halifax) (1997), Niagara University, Sheridan College.